# Eucera afghana
Eucera afghana är en biart som beskrevs av Borek Tkalcu 1978. Eucera afghana ingår i släktet långhornsbin, och familjen långtungebin. Inga underarter finns listade i Catalogue of Life.